# نصف قطر الانحناء (بصريات)

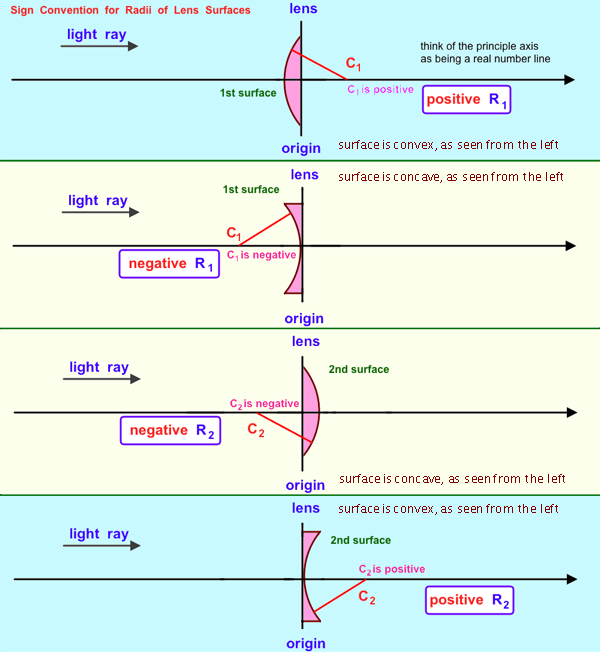
إشارة نصف قطر الإنحناء

نصف قطر الانحناء (بالإنجليزية ROC) له معنى خاص و إشارة معينة في التصميم البصرى .
- سطح العدسة أو المرآة الكروية يحتوى على مركز الانحناء ويقع في (z , y, x ) أو ينحرف عن المركز والمحور البصرى للنظام .
- تقع قمة رأس العدسة على المحور البصرى المحلى .
- المسافة بين قمة الرأس إلى مركز الانحناء هي نصف قطر الانحناء للسطح .
- تتحدد إشارة نصف قطر الانحناء البصرى كالتالى :
  - إذا كانت قمة الرأس تقع على يسار مركز الانحناء، فإن نصف قطر الانحناء يكون موجب .
  - إذا كانت قمة الرأس تقع على يمين مركز الانحناء، فإن نصف قطر الانحناء يكون سالب .
- لذلك عندما نرى عدسة محدبة الوجهين من أحد جوانبها، فإن نصف قطر الانحناء على أحد أوجهها يكون موجب، ويكون نصف قطر الانحناء سالب على الوجه الآخر .
- يتم الأخذ في الاعتبار التصميم و إشارات معينة أخرى عند التعامل مع البصريات .حيث تستخدم كتب الفيزياء الجامعية إشارة بديلة والتي تجعل الأسطح المحدبة للعدسات ذات إشارة موجبة دائما، وبالتالى يجب الحرص عند استخدام الصيغ من مصادر مختلفة .

## الأسطح شبه الكروية
تشتمل الأسطح البصرية ذات المظهر الغير كروى على نصف قطر الانحناء مثل أسطح العدسات شبه الكروية .
ولقد صممت هذه الأسطح بحيث يتم وصف مظهرها بمعادلة :
{\displaystyle z(r)={\frac {r^{2}}{R\left(1+{\sqrt {1-(1+K){\frac {r^{2}}{R^{2}}}}}\right)}}+\alpha _{1}r^{2}+\alpha _{2}r^{4}+\alpha _{3}r^{6}+\cdots ,}

وبافتراض أن المحور البصرى يقع في اتجاه z . و الانحناء عن الخط ( {\displaystyle z(r)} ) هو مركبة z لإزاحة السطح بدءا من قمة الرأس وعلى مسافة ({\displaystyle r} ) من المحور .إذا كانت ({\displaystyle \alpha _{1}} ) و ({\displaystyle \alpha _{2}} ) بصفر، فإن نصف قطر الانحناء ({\displaystyle R} ) و الثابت المخروطى ({\displaystyle K}) كما تم قياسهم من رأس القمة ( حيث {\displaystyle r=0} ). المعاملات ( {\displaystyle \alpha _{i}} ) تصف انحراف السطح عن السطح الثنائي المتماثل محوريا والمعرف بـ ({\displaystyle R} ) و ({\displaystyle K} ) .